# Polillo (ilha)
Polillo é uma ilha na região nordeste do arquipélago das Filipinas. Está separada da ilha de Luzón pelo estreito de Polillo.
Polillo está dividida em três municípios. O município de Polillo ocupa a parte meridional da ilha. A parte oriental da ilha é administrada pelo município de Bordéus, enquanto que o norte se encontra dentro da jurisdição do município de Panukulan. É também esta ilha o habitat de um dos mais raros répteis do planeta, o lagarto-de-Butaan (Varanus olivaceus), em grave perigo de extinção e aparentado com os dragões-de-Komodo.
Segundo o censo de 2007 das Filipinas, a ilha tem 63 448 residentes.
O comércio nesta ilha era muito animado e rico quando fez parte das rota do século XVI usadas por malaios, hindus, chineses e tagalos.
No século XVI, os espanhóis chegaram à ilha e aí construíram uma capela. 